# Лубеткин, Бертольд
Бертольд Лубе́ткин (англ. Berthold Lubetkin, при рождении Бертольд Рувимович Любеткин; 14 декабря 1901, Тифлис — 23 октября 1990, Бристоль) — британский архитектор российско-еврейского происхождения, один из пионеров архитектурного модернизма в Великобритании.
Бертольд Любеткин родился в Тифлисе в еврейской семье среднего достатка. Его отец — Роман (Рувим) Аронович Лубеткин (Любеткин; 1885, Санкт-Петербург — 1942, Освенцим) — был инженером-железнодорожником, мать — Феня Любеткина (в девичестве Минина) — занималась хозяйством.
Учился во ВХУТЕМАСе, где увлёкся набиравшим силу конструктивизмом.
В 1922 году Любеткин вместе с родителями переехал в Варшаву, затем в Париж, где совместно с Жаном Гинсбургом создал проект жилого комплекса на Авеню-де-Версаль, 25. В это же время разработал торговый павильон СССР на международной выставке в Бордо и принял участие в конкурсе проекта московского Дворца Советов.
В 1931 году переехал в Лондон и открыл архитектурное бюро Tecton. Среди проектов Тектона были помещения для горилл и пингвинов в Лондонском зоопарке, зоопарки в Дадли и Уипснейде, жилой комплекс Хайпоинт в Хайгейте, Центр здоровья в Финсбери (1938), памятник Ленину в районе Holford Square, где Ленин останавливался в 1902 году (1941) и множество других проектов.
Родители архитектора после эмиграции из СССР остались в Варшаве, откуда во время немецкой оккупации были депортированы в Освенцим и погибли в 1942 году.
В 1947 году Любеткиным был разработан план строительства нового городка Питерли, а в следующем году фирма Tecton прекратила своё существование. Инженером почти всех проектов Любеткина был Ове Аруп.
Последним проектом Бертольда Любеткина стал жилищный комплекс Ленин-Корт (Lenin Court), впоследствии переименованный в «Бевин-Корт» (Bevin Court).